# پورفیرین

پورفین

مولکول هم ب، در ساختار هموگلوبین

پورفیرین (انگلیسی: Porphyrin) یک ترکیب درشت‌حلقهای ناجورحلقهٔ آلی است که از چهار گروه پیرولی که روی کربن آلفای آنها، یک گروه متین قرار دارد، تشکیل شده است.
ساده‌ترین شکل پورفیرین، پورفین است. شناخته‌ترین پورفیرین‌ها، مولکول هم است که با یک اتم مرکزی آهن، تشکیل‌دهنده ساختار هموگلوبین است. رنگ سرخ خون و بوی آن از همین مولکول نشات می‌گیرد.
درشت‌حلقهٔ پورفیرین دارای ۲۶ الکترون پای است که بر اساس قاعده هوکل {\displaystyle (4n+2)} آروماتیک به شمار می‌رود.

## نگارخانه

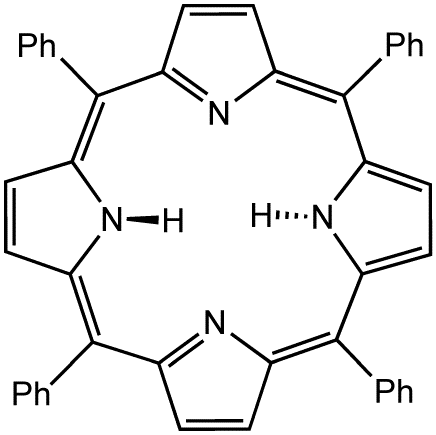
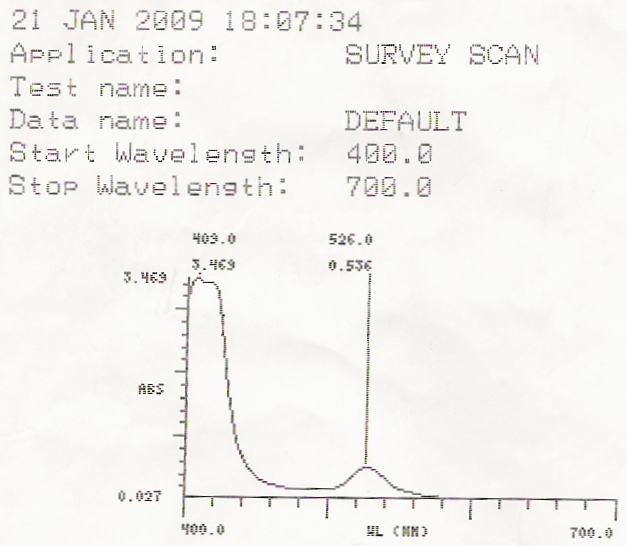